# Любимо-Павлівка
Люби́мо-Па́влівка — село в Україні, у Тавричанській сільській громаді Каховського району Херсонської області. Населення становить 278 осіб. 24 лютого 2022 року село тимчасово окуповане російськими військами під час російсько-української війни.